# Alec Eiffel
«Alec Eiffel» es una canción de la banda de rock alternativo estadounidense Pixies y es la tercera pista del álbum de 1991 Trompe le Monde. La canción fue compuesta y cantanda por el líder de la banda Black Francis y producido por Gil Norton. "Alec Eiffel" fue lanzado como sencillo en Francia, Reino Unido y Estados Unidos, siendo el tercero en ser extraído del álbum.

## Música y letras
La canción habla del ingeniero francés Alexandre Gustave Eiffel, el diseñador de la Torre Eiffel; Francis pensó que era un tema fascinante sobre lo que componer. Francis también comentó sobre otro significado: "Por Alexandre Gustave Eiffel, pero también porque es gracioso: en Australia, ya menudo se dice 'es un buen Alec' para un tio que es majo pero no muy listo".

## Formatos y lista de canciones
Todas las canciones compuestas por Black Francis, excepto donde se indique lo contrario. Las canciones en directo fueron grabadas en el Brixton Academy el 26 de julio de 1991.
Estas canciones aparecen en el sencillo:
| Sencillo lanzado en Francia 1. Motorway To Roswell - 4:43 2. Alec Eiffel - 2:50 3. Planet of Sound (directo) 4. Tame (live) Sencillo de 7 pulgadas del Reino Unido 1. Alec Eiffel - 2:50 2. Motorway To Roswell - 4:43 | Sencillo de 12 pulgadas/CD del Reino Unido 1. Alec Eiffel - 2:50 2. Motorway To Roswell - 4:43 3. Planet of Sound (directo) 4. Tame (live) CD sencillo de Estados Unidos (1992) 1. Alec Eiffel - 2:50 2. Letter to Memphis [Instrumental] - 2:42 3. Build High - 1:43 4. Evil Hearted You (Gouldman) - 2:37 |  |